# Cabo de Santo Agostinho
Cabo de Santo Agostinho är en stad och kommun i östra Brasilien och ligger i delstaten Pernambuco. Centralortens folkmängd uppgår till cirka 100 000 invånare, medan hela kommunen har cirka 200 000 invånare. Kommunen ingår i Recifes storstadsområde.

## Administrativ indelning
Kommunen var år 2010 indelad i fyra distrikt:
- Cabo de Santo Agostinho
- Juçaral
- Ponte dos Carvalhos
- Santo Agostinho

Juçaral utgör den västra delen av kommunen, Ponte dos Carvalhos (med över 50 000 invånare) ligger närmare Recife i norr, medan Santo Agostinho ligger vid kusten mot Atlanten. I den sydöstra delen av kommunen ligger udden Cabo de Santo Agostinho.